# Kamaka silvana
Kamaka silvana is een vlokreeftensoort uit de familie van de Kamakidae. De wetenschappelijke naam van de soort is voor het eerst geldig gepubliceerd in 2009 door Myers.